# Magnolia emarginata
Ne pas confondre avec Magnolia emarginata (Finet & Gagnep.) W.C.Cheng.
Espèce
Synonymes
- Magnolia conspicua subspecies emarginata Finet & Gagnep.
- Magnolia denudata subspecies emarginata (Finet & Gagnep.) Pamp.
- Magnolia sargentiana Rehder & E.H.Wilson (préféré par UICN)
- Magnolia sargentiana subspecies robusta Rehder & E.H.Wilson
- Yulania sargentiana (Rehder & E.H.Wilson) D.L.Fu

Statut de conservation UICN

 CR (possible extinct) A2ac : 
En danger critique
Magnolia emarginata Urb. & Ekman est une espèce de plantes à fleurs de la famille des Magnoliaceae, endémique d'Haïti.

## Description
C'est un arbre.

## Liste des variétés
Selon World Checklist of Selected Plant Families (WCSP) (31 décembre 2013) :
- Magnolia emarginata Urb. & Ekman (1931)

Selon Tropicos (31 décembre 2013) (Attention liste brute contenant possiblement des synonymes) :
- variété Magnolia emarginata var. hamori (R.A. Howard) J.D. Tobe